# 文泽尔
文泽尔（1982年9月3日—），本名钟欢，是中國當代侦探小说作家、翻译家、专栏作家、私人图书馆馆长。曾旅居德国，现居武汉。
作品包括以筆名文泽尔为主角名的系列侦探小说、颜色讲义系列小说，以及《荒野猎人》等非系列小说。

## 主要作品

### 小说
- 《冷钢》
- 《千岁兰》
- 《特奎拉日升（台版名为《龙舌兰日出》）》
- 《伏杀-白色讲义》
- 《荒野猎人》
- 《时间的灰烬-东邪西毒》
- 《穷举的颜色讲义》

### 译著
- 《皇家爱情-威廉与凯特》
- 《抵押出去的心》
- 《测量世界》
- 《耶稣爱我》